# Sharchop
De Sharchop is een etnische groepering van verschillende afkomsten, uit delen van Tibet, Zuidoost-Azië en Zuid-Azië, die leven in het oostelijk deel van Bhutan.
De Sharchop is een Indo-Mongolisch volk dat ongeveer 1200 tot 800 v.Chr. migreerde vanuit Assam.